# Kapidžija
Kapidžija (izvirno srbsko Капиџија) je naselje v Srbiji, ki upravno spada pod Občino Kruševac; slednja pa je del Rasinskega upravnega okraja.

## Demografija
V naselju živi 1215 polnoletnih prebivalcev, pri čemer je njihova povprečna starost 39,9 let (38,1 pri moških in 41,7 pri ženskah). Naselje ima 445 gospodinjstev, pri čemer je povprečno število članov na gospodinjstvo 3,34.
To naselje je, glede na rezultate popisa iz leta 2002, večinoma srbsko.
|  |

| Demografija | Demografija     | Demografija     |
| Leto        | Št. prebivalcev | Št. prebivalcev |
| ----------- | --------------- | --------------- |
|             |                 |                 |
|             |                 |                 |
|             |                 |                 |
|             |                 |                 |
| 1948        | 335             |                 |
| 1953        | 640             |                 |
| 1961        | 802             |                 |
| 1971        | 1141            |                 |
| 1981        | 1423            |                 |
| 1991        | 1560            | 1523            |
| 2002        | 1533            | 1485            |
|             |                 |                 |

| Etnična sestava po popisu iz leta 2002 | Etnična sestava po popisu iz leta 2002 | Etnična sestava po popisu iz leta 2002 | Etnična sestava po popisu iz leta 2002 | Etnična sestava po popisu iz leta 2002 |
| -------------------------------------- | -------------------------------------- | -------------------------------------- | -------------------------------------- | -------------------------------------- |
| Srbi                                   | Srbi                                   |                                        | 1.448                                  | 97,50%                                 |
| Romi                                   | Romi                                   |                                        | 7                                      | 0,47%                                  |
| Črnogorci                              | Črnogorci                              |                                        | 6                                      | 0,40%                                  |
| Jugoslovani                            | Jugoslovani                            |                                        | 6                                      | 0,40%                                  |
| Hrvati                                 | Hrvati                                 |                                        | 3                                      | 0,20%                                  |
| Makedonci                              | Makedonci                              |                                        | 3                                      | 0,20%                                  |
| Bolgari                                | Bolgari                                |                                        | 1                                      | 0,06%                                  |
| Neznano                                | Neznano                                |                                        | 2                                      | 0,13%                                  |